# Estação Ferroviária de Ramalhal

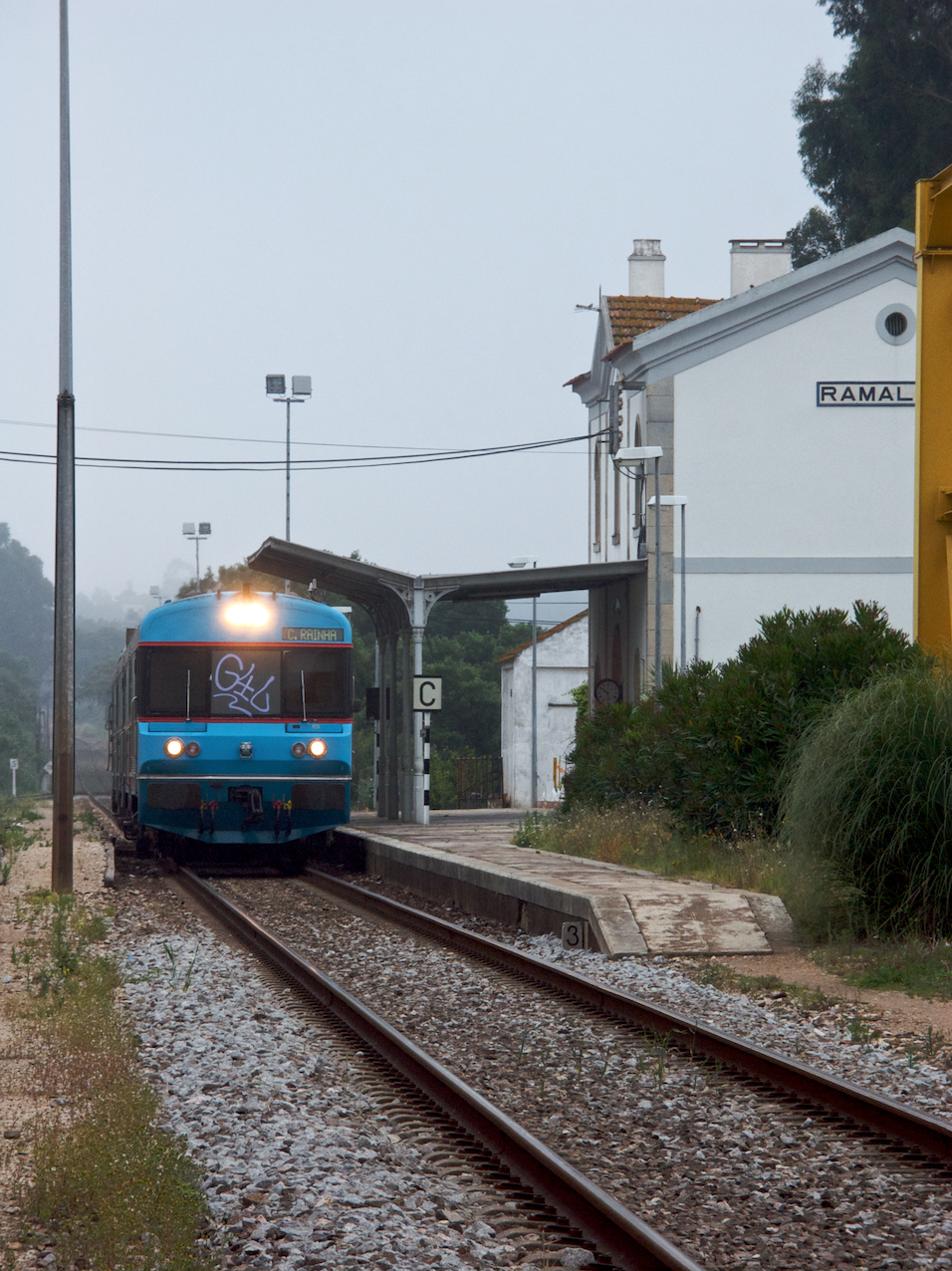
Automotora em serviço InterRegional na Estação de Ramalhal, em 2008.

A Estação Ferroviária de Ramalhal é uma interface da Linha do Oeste, que serve a freguesia de Ramalhal, no concelho de Torres Vedras, em Portugal.

## Descrição

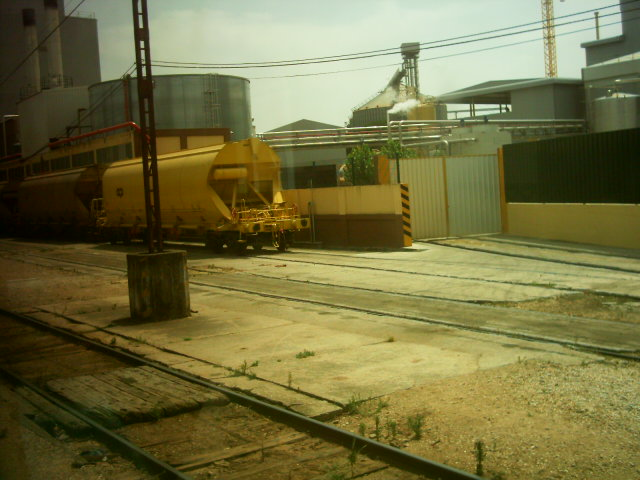
Acesso às instalações Valouro, lado sudeste, em 2008.

### Localização e acessos
A estação pode ser acedida pela Avenida 25 de Abril (EN8-3), junto à localidade de Ramalhal.

### Caracterização física
Em Janeiro de 2011, contava com duas vias de circulação, com 531 e 428 m de comprimento; as plataformas tinham 120 e 57 m de extensão, apresentando ambas 40 cm de altura. O edifício de passageiros situa-se do lado oés-noroeste da via (lado esquerdo do sentido ascendente, a Figueira da Foz). O ramal particular Ramalhal-Valouro, que serve uma fábrica de rações pecuárias, insere-se na via da Linha do Oeste nesta estação, ao PK 71,236.

## História

### Século XIX
Esta interface situa-se no troço entre Torres Vedras e Leiria, que abriu à exploração no dia 1 de Agosto de 1887, pela Companhia Real dos Caminhos de Ferro Portugueses.

### Século XX
A Fábrica de Rações Valouro, contígua à estação, foi construída em 1981. Uma segunda unidade, do lado oposto da via, data de 1988; as necessidades de escoamento do produto por via ferroviária determinaram esta localização.

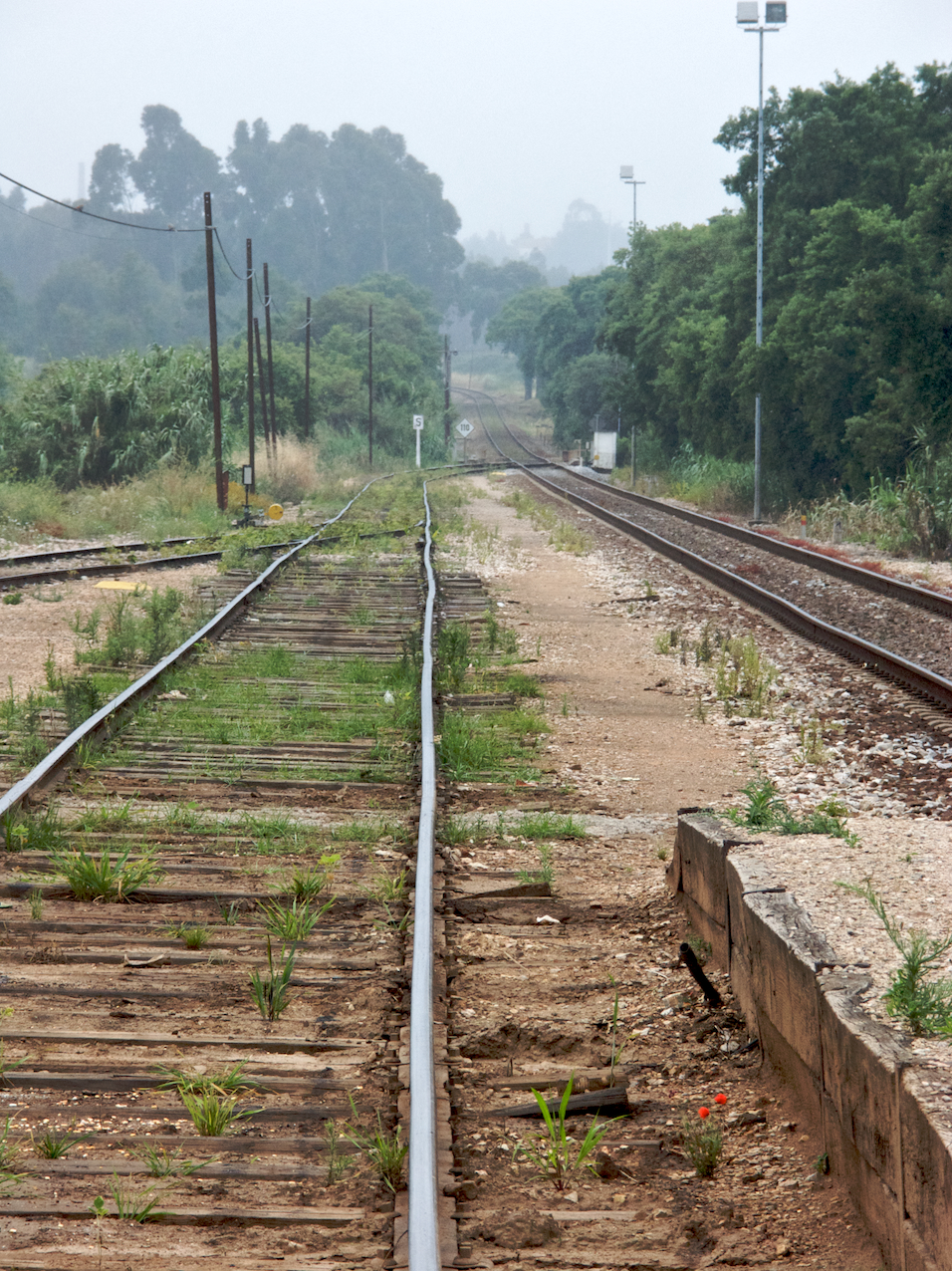
Aspeto das vias e plataformas a intervencionar

### Século XXI
O transporte de mercadorias de e para a fábrica Valouro cessou entre 2015 e 2018.
Nos finais da década de 2010 foi finalmente aprovada a modernização e eletrificação da Linha do Oeste; no âmbito do projeto de 2018 para o troço a sul das Caldas da Rainha, a Estação do Ramalhal irá ser alvo de remodelação a nível das plataformas e respetivo equipamento, prevendo-se também a substituição do sistema ATV — sinalização para atravessamento de via seguro (passando do PK 71+236 para o PK 71+349); junto da estação serão mantidas as passagens superior pedonal (ao PK 71+325) e a inferior rodoviária (ao PK 71+098, com a EN558) Na imediações da estação, para norte, serão suprimidas duas passagens de nível (aos PKs 72+172 e 73+615) e construída uma nova passagem superior rodoviária (ao PK 73+580), será ainda alvo de ripagem a curva do quilómetro-72 (PK 72+249 e PK 72+858).